# Psila
Psila là một chi thực vật có hoa trong họ Cúc (Asteraceae).

## Loài
Chi Psila gồm các loài: